# Frits van den Berghe
Pour les articles homonymes, voir van den Bergh.
 (mars 2024).
Si vous disposez d'ouvrages ou d'articles de référence ou si vous connaissez des sites web de qualité traitant du thème abordé ici, merci de compléter l'article en donnant les références utiles à sa vérifiabilité et en les liant à la section « Notes et références ».
Frits van den Berghe, né le 3 avril 1883 à Gand (province de Flandre-Orientale) et mort dans cette même ville le 23 septembre 1939, est un peintre, graveur et dessinateur belge, membre du deuxième groupe de Laethem-Saint-Martin.

## Biographie

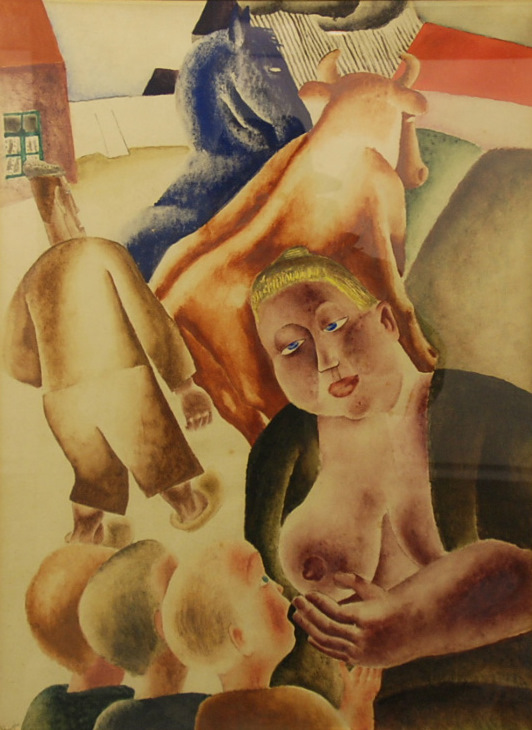
Fécondité (Musée d'art à la mer d'Ostende).

Frits van den Berghe naît le 3 avril 1883 à Gand. Fils d'un secrétaire à la  bibliothèque de l'Université de Gand, il bénéficie d'une éducation soignée et baigne durant son enfance dans une atmosphère érudite et libérale.
L'habitude que lui a inculquée son père de n'attacher de réelle importance qu'à des valeurs spirituelles laisse Frits van den Berghe à jamais démuni de sens pratique. Devant les problèmes de la vie matérielle, il est d'une maladresse déconcertante. Vêtu d'un complet noir ou d'une salopette, qu'il ait la barbe drue comme dans sa jeunesse ou le menton glabre comme dans son âge mûr, il a tour à tour l'allure d'un fonctionnaire ou d'un artisan. Rondouillard, presque replet, il a un visage cireux et un front blanc prolongé par un crâne très tôt dénudé qu'entoure d'une tempe à l'autre, en cachant la nuque, un demi-cercle de cheveux noirs de jais.[réf. nécessaire]
Son ami Paul-Gustave van Hecke dira de lui : « Raisonneur. Très intelligent. Vaste culture livresque, de Platon à Nick Carter ! Volontiers professeur. Individualiste perpétuellement attiré par le social et l'humain, jusqu'à l'inquiétude […] Sybarite pauvre mais sans rancune. Jouisseur de peu. Héroïsme humble et secret - mais orgueilleux - du renoncement volontaire ».[réf. nécessaire]
C'est un jeune artiste très raisonneur, un peu doctoral et grand dévoreur de livres.[réf. nécessaire].
Il se forme à l'Académie des beaux-arts de Gand de 1897 à 1903 sous la direction de Jean Delvin (Ferdinand Willaert et Jules Van Biesbroeck) où il a comme condisciples Albert Servaes (1883-1966) et Léon de Smet. Il s’installe en 1902 dans un atelier de la Rasphuisstraat avec Albert Servaes. Il rencontre  Constant Permeke (1886-1952), Clément De Porre (1874-1947) et Robert Aerens (1883-1969), qui devient son ami intime et avec qui il part à Laethem-Saint-Martin. 
À partir de 1903, il occupa différents ateliers à Gand. Tous les étés, il se rendait à Laethem-Saint-Martin pour y travailler, en compagnie de Servaes et des frères De Smet. Ensemble, ils suivent de près la vie artistique belge, en particulier les activités du cercle bruxellois La Libre Esthétique qui organise régulièrement des expositions d'art impressionniste et symboliste.
En 1902, il suit également les cours d'art décoratif de F. Wante à l'école des arts et métiers. Se distanciant du symbolisme à caractère religieux ou mystique de la première école de Laethem, il réalise néanmoins, dès 1910, des œuvres symbolistes en dehors de tout contexte religieux.
De 1904 à 1913, il travaille un peu chaque été à Laethem-Saint-Martin, où il côtoie un groupe d'intellectuels flamands et, parmi eux, Paul-Gustave van Hecke qui jouera le rôle de théoricien et d'animateur de ce qu'on appellera le deuxième groupe de Laethem-Saint-Martin.
À l'époque, les questions d'esthétique — qui d'ailleurs ne cesseront jamais de le préoccuper — le passionnent plus que la création artistique. En 1907, il contracte avec Elvire Van Houtte un mariage qui ne sera pas toujours des plus heureux, et fait dès lors la navette entre son village d'élection et sa ville natale. Par économie, il partage quelque temps une bicoque avec Albert Servaes (1883-1966), le commis voyageur en sucreries et épices déjà présent à Laethem et qui se mêle maintenant aux nouveaux venus comme il s'était mêlé aux artistes du premier groupe, c'est-à-dire pas assidûment. À Laethem, il rencontre Paul-Gustave et André de Ridder, qui seront toute sa vie ses amis.
Dès 1908, il établit son domicile dans le village, et passe les hivers à Gand où il est nommé professeur à l’académie. Il quitte ce poste en 1914, pour partir aux Etats-Unis. Pendant six mois il put s'y familiariser avec l'avant-garde internationale. De retour en Belgique, au moment où la guerre éclata, il prit le chemin de la Hollande pour s'installer à Amsterdam, puis, en 1816, à Laren, chez Gustave de Smet. 
Revenu en Belgique en septembre 1917, il travaille quelque temps dans l'administration publique. Craignant d'être accusé d'activisme à la fin de la guerre, il retourne précipitamment aux Pays-Bas en janvier 1919, deux mois après l'armistice. Installé à Blaricum, près de Laren, il se rapproche encore de ses amis Gust et Gusta de Smet[pas clair].
Les deux artistes entretiennent des contacts étroits avec Van Hecke et André de Ridder qui, au lendemain de la guerre, par l'intermédiaire de la galerie et de la revue Sélection, se sont faits les défenseurs de l'expressionnisme. 

## Cercles artistiques
- Kunst en Kennis, 1901
- Cercle Sélection
- Le Groupe des IX, 1926
- L'Art Contemporain (Kunst van Heden), 1929
- L'Art Vivant, 1930
- Cercle Les Compagnons de l'Art, 1938

## Œuvre

### Période impressionniste
Au début de la période Laethem-Saint-Martin, ses œuvres montrent l'assimilation du luminisme d'Émile Claus (1849-1924), du pointillisme de Théo Van Rysselberghe (1862-1926) et de la mélancolie des Nabis. Intimisme qui estompe les formes et les contrastes et transpose le réel comme dans un rêve plein de poésie. Mais déjà, pointent dans son œuvre des éléments décoratifs et symboliques hors de tout contexte religieux, ce qui le distingue du premier groupe de Laethem.
- Intérieur, 1904-1905, huile sur toile, 50 × 58 cm, Collection privée, vente 2017[3]
- Paysan devant la maison bleue, 1905
- Portrait de Raphaël van den Berghe, 1912

### Courte période symboliste
- Le Faune, 1912-1913, huile sur toile, 48 × 62 cm, collection privée, vente 2018[4].

### L'expressionnisme

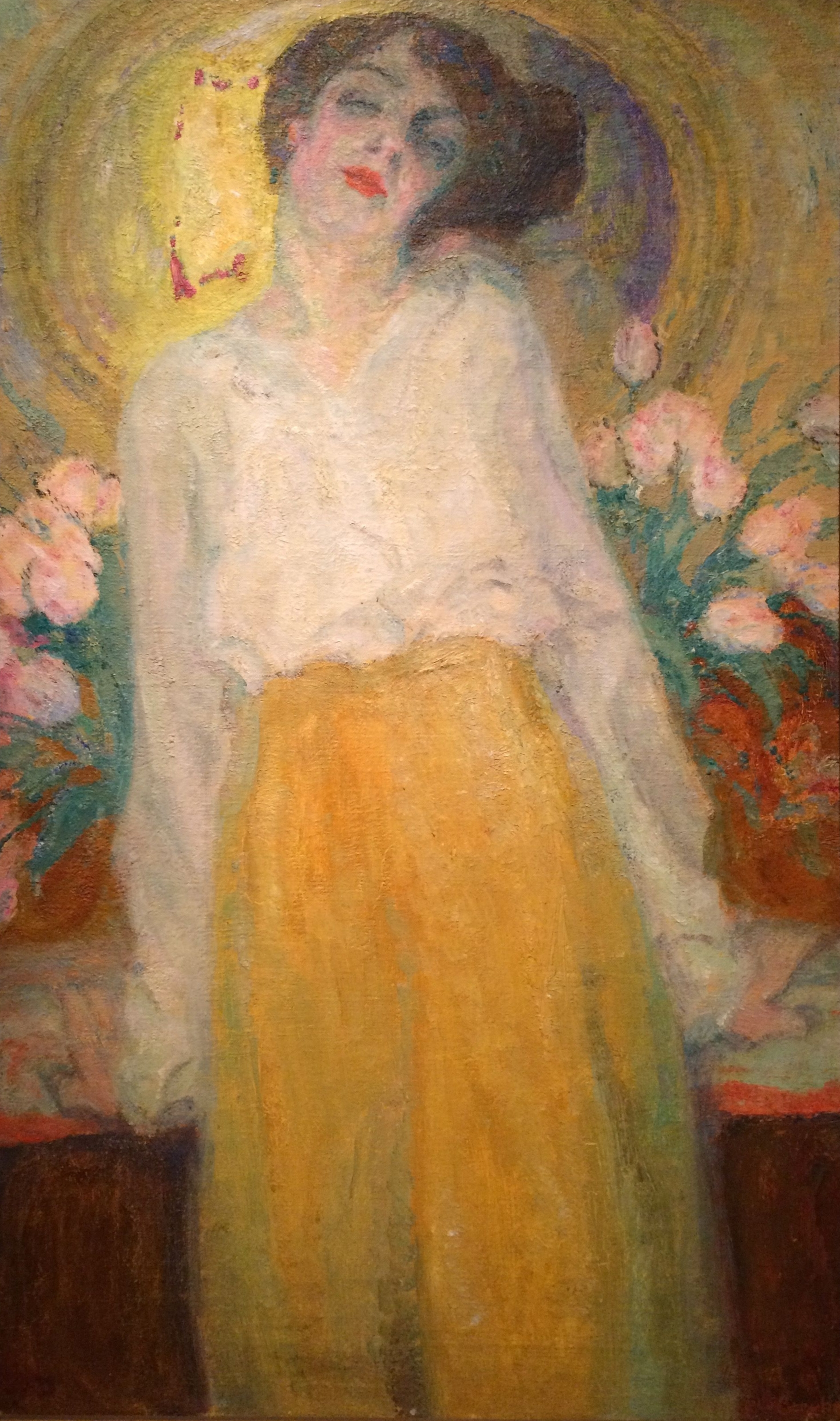
Portrait de Stella van de Wiele (1915)

Il est marqué par le fauvisme et le futurisme de Jan Sluyters (nl) (1881-1955), l'expressionnisme cubiste de Henri Le Fauconnier (1881-1946) et le magazine Das Kunstblatt qui l'introduit à l'expressionnisme allemand.
L'assimilation de ces influences le conduit à un langage expressionniste personnel se caractérisant par l'emploi de tons à la fois chauds et sombres et par de grandes surfaces peintes en larges aplats, les formes étant anguleuses, tendues et synthétiques, influencées par l'« art nègre ». On retrouve ces mêmes tendances dans ses linos et ses bois.
- Le Peintre, 1916
- Portrait de Madame Lucien Brulez, 1919
- Obsession, 1919
- Le Semeur, 1919, huile sur toile, 145 × 152 cm, Mu.Zee, Ostende[5]
- Malpertuis, 1920, détrempe sur toile, 110 × 131 cm, Musée des beaux-arts de Gand[6]
- Le Pêcheur d'étoiles, 1920, huile sur toile, 55 × 69 cm, Musée des beaux-arts de Gand[7]
- Portrait de Constant Permeke, 1922-1923, huile sur toile, 66 × 52 cm, Mu.Zee, Ostende[8]
- La Baigneuse, 1922-1923, huile sur toile, 110 × 96 cm, Musée de Grenoble[9]
- Portrait de Permeke, Musée communal des Beaux-Arts d'Ixelles[10]
- Dimanche, 1923-1924, huile sur toile, 138 × 163 cm, Musées royaux des Beaux-Arts de Belgique, Bruxelles[11]
- Pêcheurs à la Lys, 1924, huile sur toile, 68 × cm, Museum Dhondt-Dhaenens, Deurle[12]
- L'Éternel vagabond, 1925, huile sur toile, 158 × 118 cm, Mu.Zee, Ostende[13]
- Les Amoureux au village, 1925, huile sur toile, 97 × 120 cm, Musée Groeninge, Bruges[14]

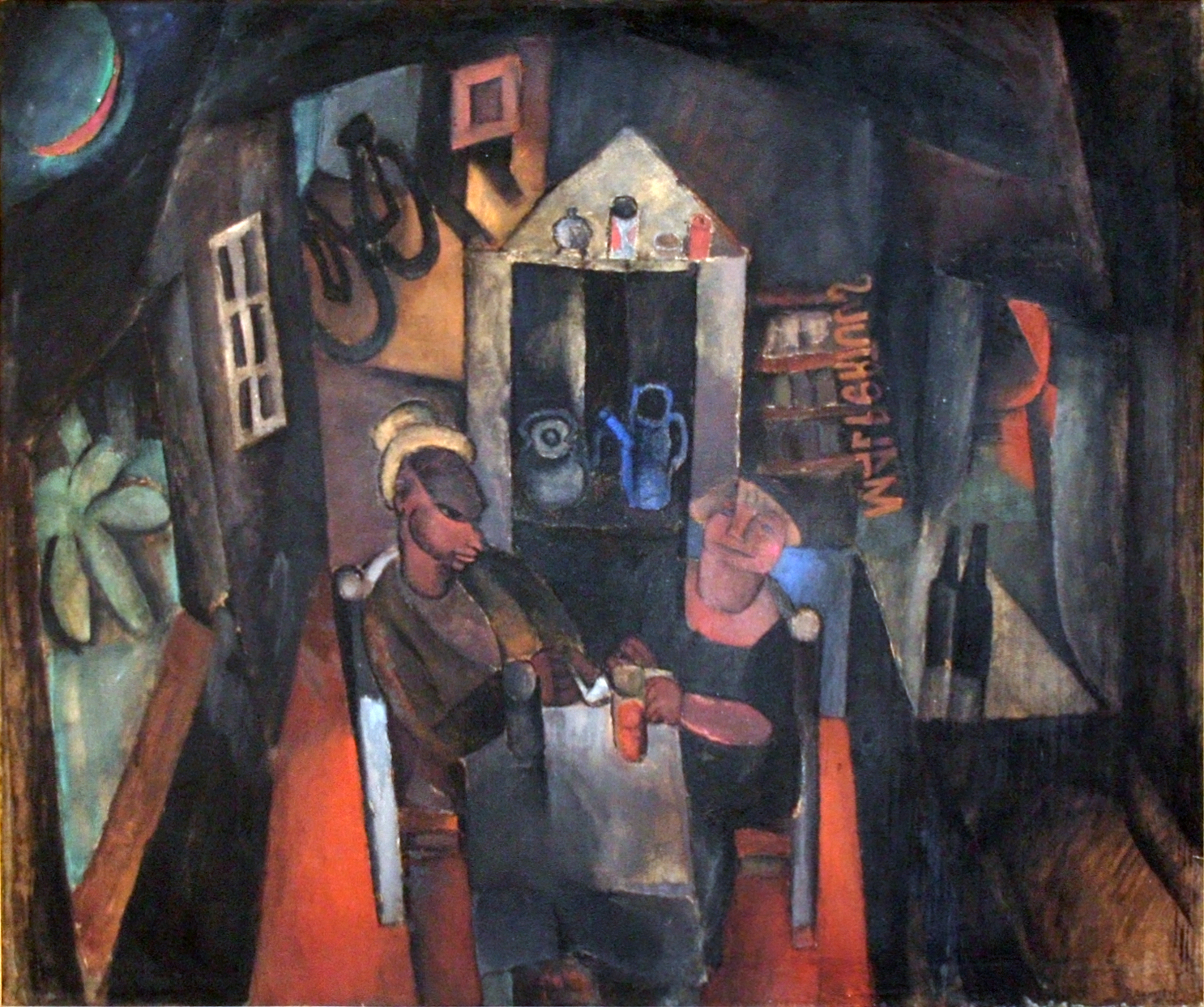
Malpertuis, 1920 (sa maison de Blaricum) Musée des beaux-arts de Gand.
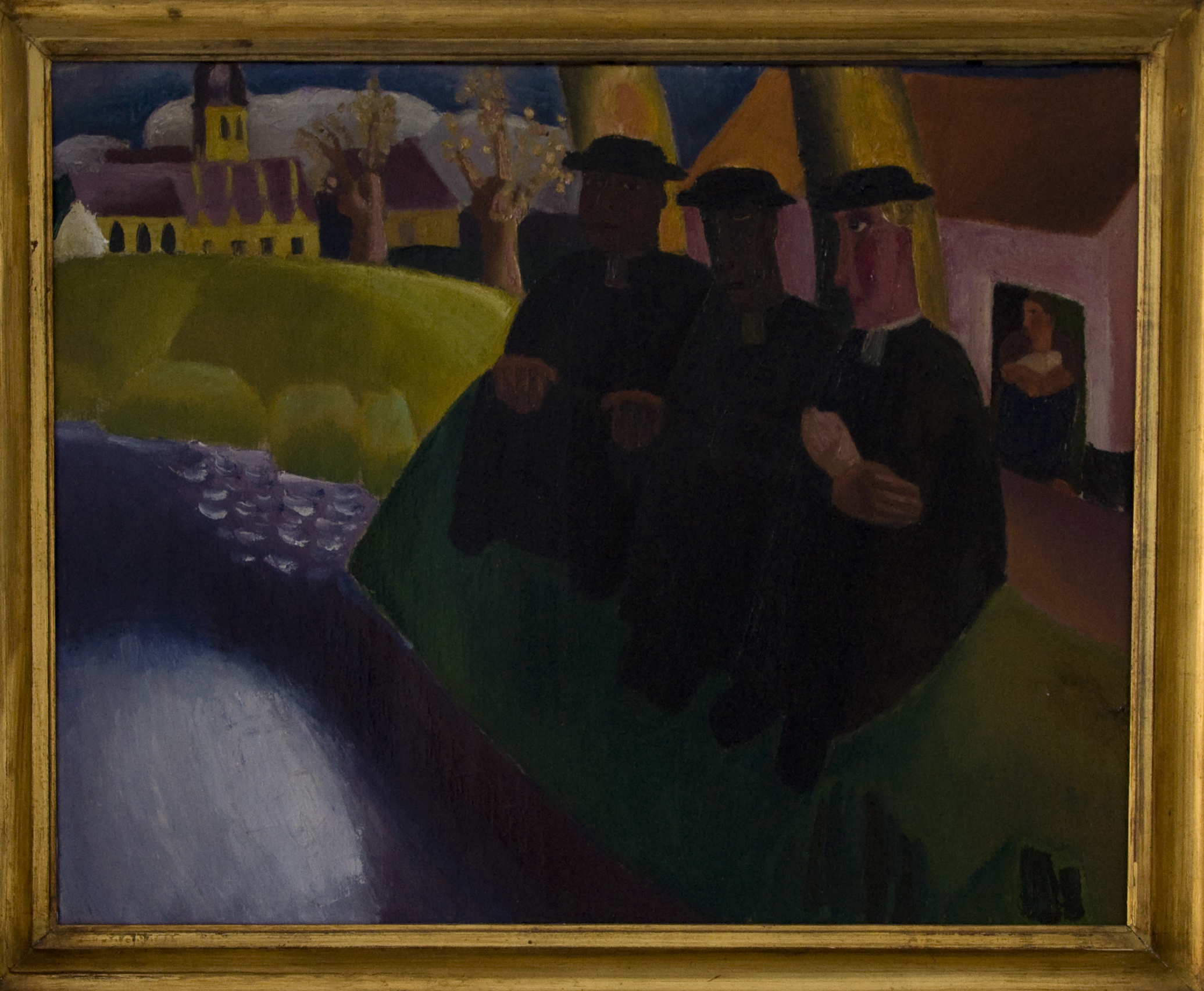
Pêcheurs à la Lys (1924) Museum Dhondt-Dhaenens, Deurle.
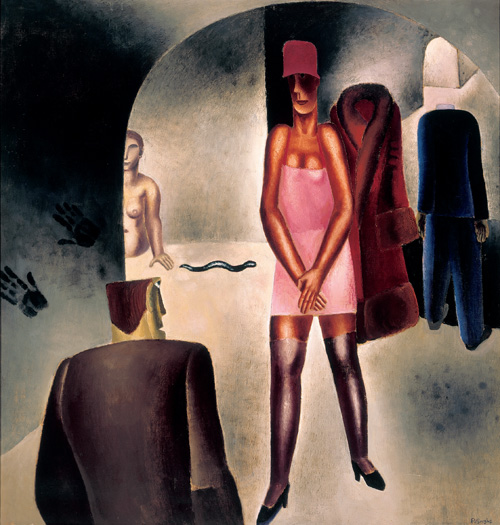
Corridors.
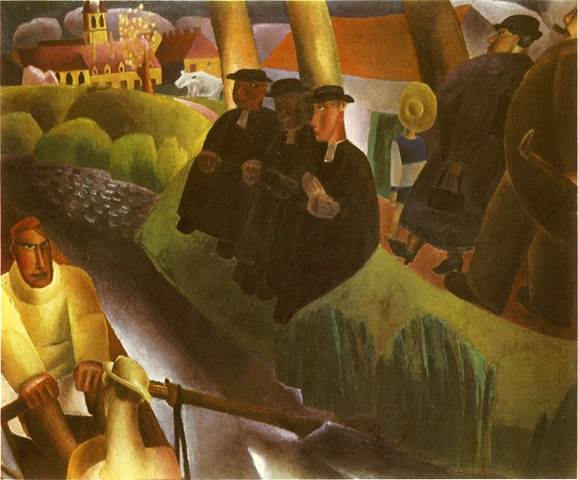
Dimanche, 1923-1924 Musées royaux des Beaux-Arts de Belgique.
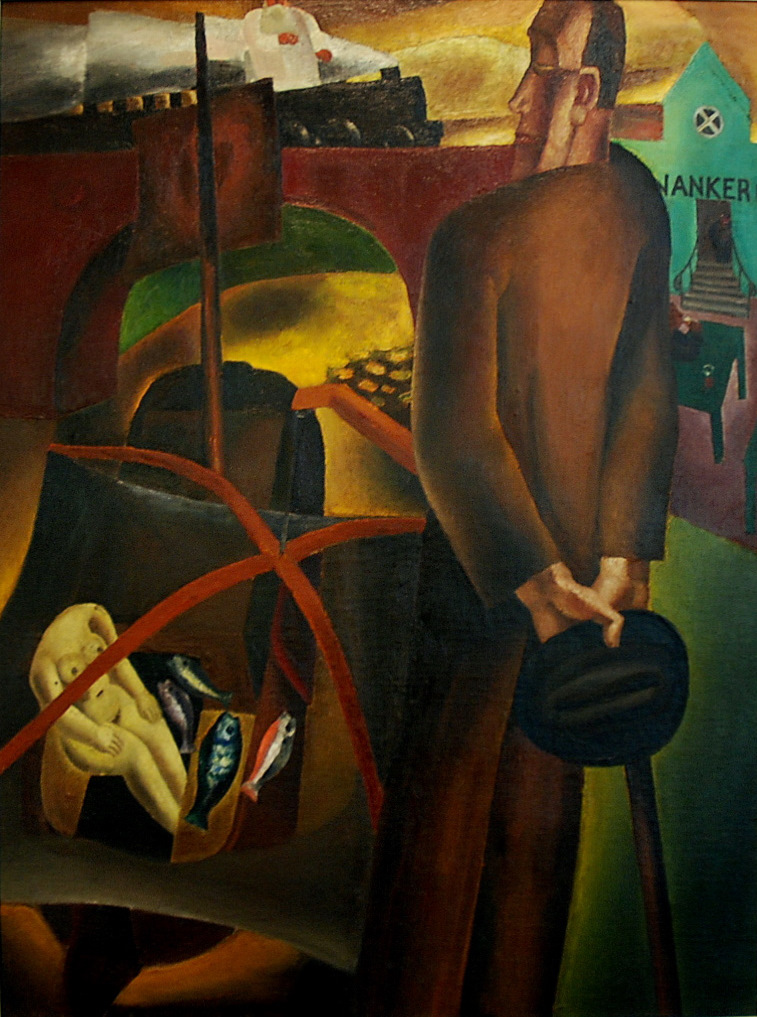
L'Éternel vagabond, 1925 Mu.Zee, Ostende.
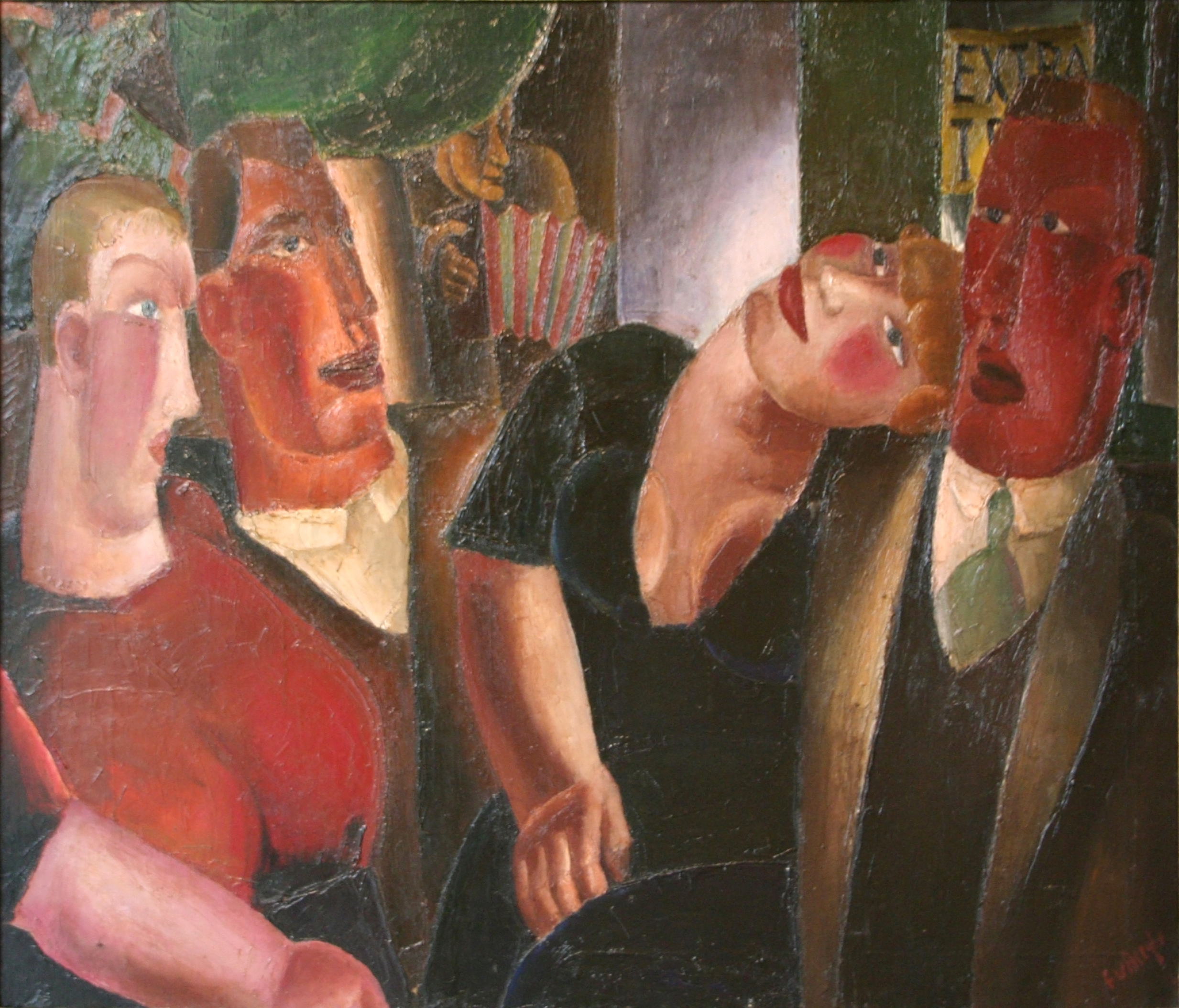
Les amants au village, 1925 Musée Groeninge, Bruges.

### Période "Fantasmagorique"

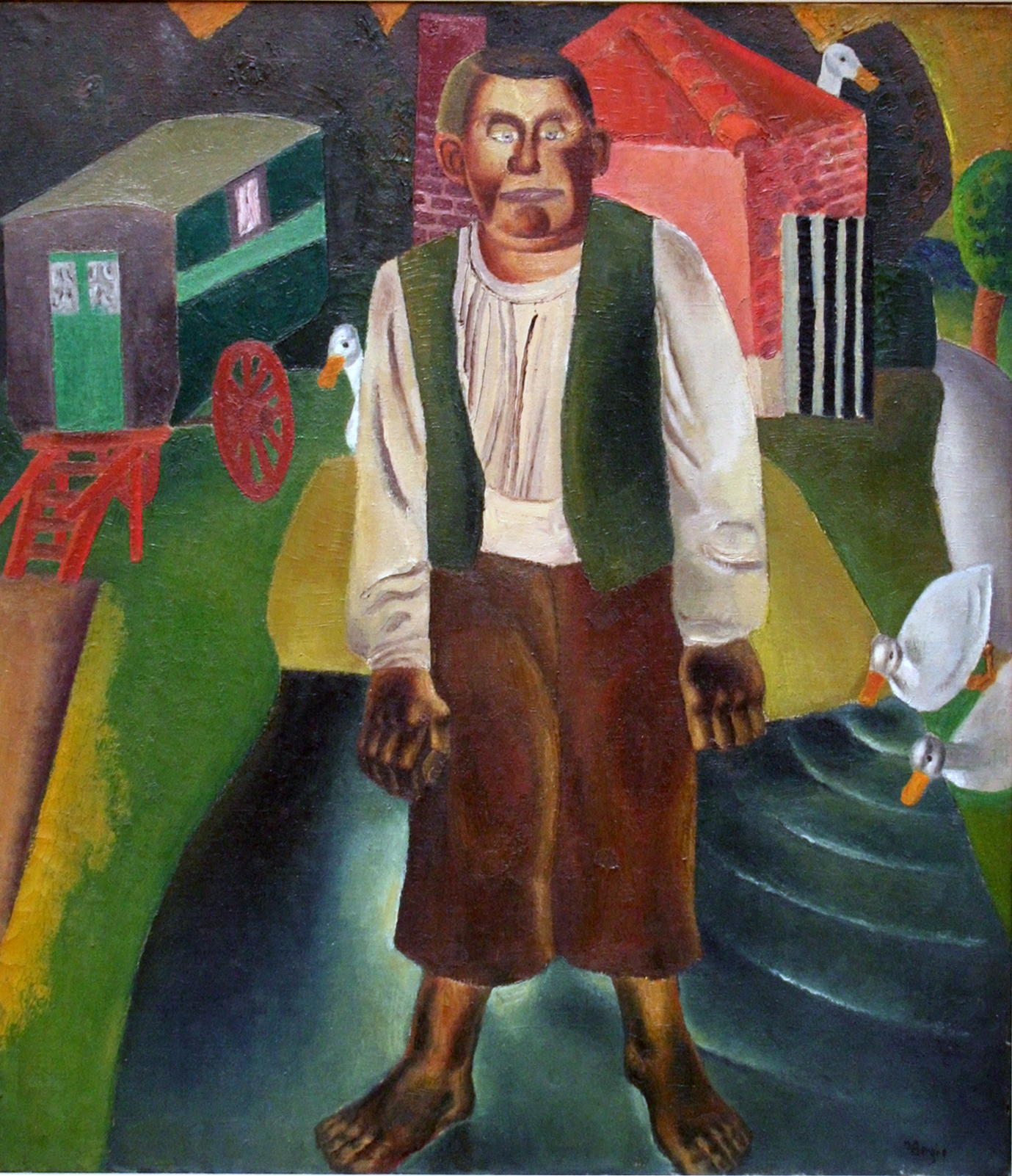
L'Idiot devant l'étang (1926)
Musée des beaux-arts de Gand.

- L'Idiot devant l'étang, vers 1926, huile sur toile, 112 × 96 cm, Musée des Beaux-Arts de Gand[15]
- L'Homme des nuages, 1926-1927, huile sur toile, 140 × 121 cm, Musées royaux des Beaux-Arts de Belgique, Bruxelles[16]
- L'Homme géographique, 1927
- Généalogie, 1929
- La Chute des saints, 1933, huile sur toile, 151 × 120 cm, Musée des Beaux-Arts de Gand[17]
- Autoportrait à la tête de mort, 1938

En 1936, il réalise des bandes dessinées, dessins de presse et illustrations assisté du fils de son ami le peintre Victor Van Den Berghe, Leo De Buth ultérieurement connu sous le pseudonyme de Buth publiés dans Vooruit.
En 1937-1938, il met en image la série de bande dessinée Les Enquêtes d'Edmund Bell, avec le scénariste John Flanders (Jean Ray), dans l'hebdomadaire Bravo !,,.
Autres musées
- Belfius Art Gallery, Bruxelles
- La Boverie, Liège
- Musée royal des beaux-arts (KMSKA), Anvers[22]

## Postérité
Expositions retrospectives : 

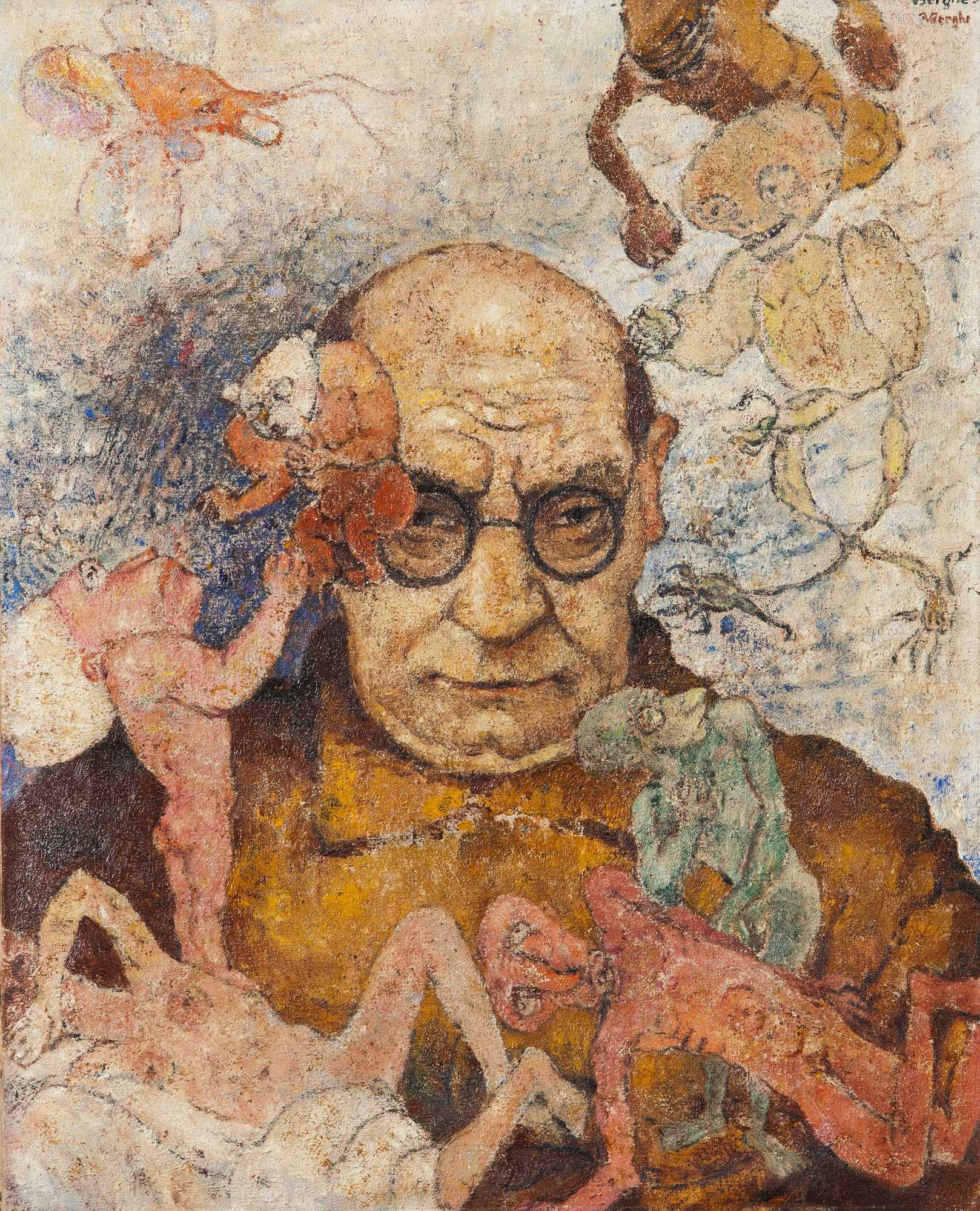
Autoportrait (c.1933).

- Palais des beaux-arts, Bruxelles, 1962
- Centraal Museum, Utrecht, 1984
- Museum voor Moderne Kunst (PMMK), Ostende, 1999-2000